# Údolský hrádek
Údolský hrádek je zřícenina hradu v okrese Tábor. Nachází se v Josafatském údolí, asi jeden kilometr východně od Nových Dvorů u Pořína, nad jižním okrajem rybníka Hrádek v nadmořské výšce 525 metrů. Z hradu se dochovaly jen malé fragmenty, protože do jeho jádra byl vestavěn mladší mlýn a většina dochovaných zdí patří jeho zřícenině.

## Historie
Pravděpodobnými zakladateli hradu byli Páni z Hradce, kteří ho postavili jako opěrné a správní sídlo. První písemná zmínka pochází z roku 1359, kdy je na hradě zmiňován purkrabí Přibík Koten. Páni z Hradce prodali Hrádek Rožmberkům a Oldřich z Rožmberka ho připojil k panství hradu Choustníku, u kterého zůstal až do svého zániku. Ještě v roce 1436 byl hradním purkrabím Ondřej z Nemyšle, ale v roce 1439 už na hradě nesídlil, a předpokládá se proto, že hrad byl z neznámých důvodů neobyvatelný.

## Stavební podoba
Samotný dvoudílný hrad stál na skalní vyvýšenině chráněné na severu rybníkem, na západě potokem svedeným do příkopu a na ostatních stranách mokřady. Je možné, že nějaký starší mlýn stával v předhradí a mlýnský náhon tvořil součást obranného systému. Vstup do předhradí byl pravděpodobně v místě, kde přes potok vede kamenný most. Obdélné předhradí se nacházelo na jižní straně hradu a bylo výrazně poškozeno mladšími stavbami, které využily část jeho hradby na jihozápadě. Hradní jádro bylo také poškozeno vestavbou a zářezem novodobé cesty. Dochovala se z něj jen část jižní hradby upravená na opěrnou zeď terasy. Při úpravách v 19. století zanikly zbytky okrouhlé věže v jihozápadním nároží jádra.

## Přístup
Část pozůstatků hradu je volně přístupná. Do jeho blízkosti vede žlutě značená turistická trasa z Choustníku do Sudkova Dolu.